# David Lytle Clark
David Lytle Clark (1864-1939) est un homme d'affaires américain. Il est le créateur des barres chocolatées Clark & Zagnut (en).
David L. Clark est enterré au Cimetière d'Homewood de Pittsburgh, en Pennsylvanie.